# Wapen van Schilde
Het wapen van Schilde is het heraldisch wapen van de Antwerpse gemeente Schilde. Het wapen werd op 12 oktober 1876, per koninklijk besluit, aan de gemeente verleend. Op 16 september 1981 en 4 januari 1995 kreeg de gemeente, eveneens per koninklijk besluit, een gewijzigde omschrijving toegekend. Deze twee omschrijvingen zijn echter wel, op het hartschild na, gelijk aan elkaar.

## Blazoeneringen
Door de tekstuele wijziging zijn er voor het wapen twee blazoeneringen. Die van het eerste wapen luidt als volgt:
Ecartelé au premier et au quatrième d'or au sanglier passant de sable; au deuxième et troisième, de sable à trois chevrons d'argent. L'écu surmonté d'une couronne à neuf perles soutenu à dextre d'un home sauvage tenant sa massue sur l'épaule droite et à senestre d'une femme sauvage tenant de sa main gauche un long bâton au naturel, les tenants feuillés et couronnés de sinople.
Gevierendeeld het eerste en vierde van goud belanden met een gaand zwijn van sabel; in het tweede en derde, van sabel drie chevrons van zilver. Het schild getopt door een kroon van negen parels ondersteund rechts door een wildeman met een knots op zijn rechterschouder en links door een wildevrouw met in haar linkerhand een lange stok van natuurlijke kleur, gekleed van bladeren en gekroond van sinopel.
Het wapen is opgedeeld in vier kwartieren. Het eerste en vierde kwartier zijn beide van goud met daarop een lopend, zwart zwijn met een zilveren hoektand. Het tweede en derde kwartier zijn eveneens gelijk aan elkaar. Deze twee kwartieren zijn zwart van kleur met daarop drie zilveren, boven elkaar geplaatste kepers.
Op het schild is een ouderwetse gravenkroon geplaatst, deze gouden kroon bestaat uit een band met daarop negen parels op een verhoging. Rechts van het schild (links voor de kijker) staat een zogenaamde wildeman; hij is naakt met alleen een krans van bladeren om zijn heupen. Op zijn rechterschouder houdt hij een bruine knots vast. Als schildhouder houdt hij met zijn linkerhand het schild vast. Aan de andere kant van het schild staat een wildevrouw, ook zij is, op een gordel van loof na, naakt. Zij houdt in haar linkerhand een stok vast, met de ander houdt zij het schild vast.
Tweede wapen
Het tweede wapen kan als volgt omschreven worden:
Gevierendeeld 1. en 4. in goud een gaande ever van sabel met slagtanden van zilver 2. en 3. in sabel drie kepers van zilver; hartschild: in keel een keper van zilver, vergezeld van drie rozen van hetzelfde.
Aan het oude schild is een hartschild toegevoegd. Dit is rood van kleur met daarop een zilveren keper en drie zilveren rozen. Hoewel de positionering niet is vermeld, staan er boven de keper twee rozen en er onder een. De kroon en de twee schildhouders worden niet langer in het wapen gevoerd.

## Geschiedenis
Het oude wapen, van voor de gemeentelijke fusie met 's-Gravenwezel, was gelijk aan het wapen van de familie Van de Werve. De familie kreeg de heerlijkheid Schilde voor het eerst in handen in 1559. Dat jaar verkreeg Willem van de Werve, tevens schout van Antwerpen, de heerlijkheid als pandheer. De Van de Werves hadden de heerlijkheid ook tussen 1681 en 1722 en van 1763 tot het einde van het ancien régime in bezit.
Het hartschild is na de gemeentelijke fusie tussen Schilde en 's-Gravenwezel toegevoegd. Het is ook het oude wapenschild van 's-Gravenwezel. De gemeente kreeg haar wapen in 1929 toegekend op basis van het wapen van de familie De Pelichy. Deze familie had de heerlijkheid 's-Gravenwezel van 1767 tot het einde van het ancien régime in handen.

## Verwante wapens
De volgende wapens zijn op historische gronden te vergelijken met het wapen van Schilde:

Het wapen van Kasterlee, met linksboven het kwartier voor Lichtaart
Het wapen van Vorselaar
Het wapen van Antwerpen, net als het eerste wapen een wildeman en -vrouw als schildhouders
Het wapen van de familie De Pelichy is in het hartschild terechtgekomen